# Ciclamat de sodiu
Ciclamatul de sodiu este un îndulcitor artificial, fiind de 30–50 mai dulce decât zaharoza. Este adesea utilizat în combinație cu alți îndulcitori sintetici, precum zaharina.

## Obținere
Ciclamatul de sodiu este sarea de sodiu a acidului ciclamic (acid ciclohexansulfonic), care la rândul său este preparat prin reacția de sulfonare a ciclohexilaminei. Reacția se realizează cu acid sulfamic sau trioxid de sulf ca agent de sulfonare.